# Ferdinand Keller
Ferdinand Keller (30. července 1946, Mnichov – 11. prosince 2023) byl německý fotbalista, útočník.

## Fotbalová kariéra
V německé bundeslize hrál za TSV 1860 München, Hannover 96 a Hamburger SV. V bundeslize nastoupil ve 125 utkáních a dal 57 gólů. Za západoněmeckou reprezentaci nastoupil v roce 1975 v přátelském utkání s Rakouskem. V Poháru vítězů pohárů nastoupil v 6 utkáních a dal 7 gólů a v Poháru UEFA nastoupil ve 2 utkáních a dal 1 gólů. V Superpoháru UEFA nastoupil ve 2 utkáních a dal 1 gól. V roce 1977 Poháru vítězů pohárů s Hamburger SV vyhrál.

## Ligová bilance
| Ročník                                    | Zápasy | Góly | Klub                 |
| ----------------------------------------- | ------ | ---- | -------------------- |
| Německá fotbalová Bundesliga 1969/1970    | 24     | 2    | TSV 1860 München     |
| Německá fotbalová Bundesliga 1970/1971    | 30     | 19   | Hannover 96          |
| Německá fotbalová Bundesliga 1971/1972    | 31     | 20   | Hannover 96          |
| 2. německá fotbalová Bundesliga 1972/1973 | -      | -    | TSV 1860 München     |
| 2. německá fotbalová Bundesliga 1973/1974 | -      | -    | TSV 1860 München     |
| 2. německá fotbalová Bundesliga 1974/1975 | 28     | 23   | TSV 1860 München     |
| 2. německá fotbalová Bundesliga 1975/1976 | 32     | 23   | TSV 1860 München     |
| Německá fotbalová Bundesliga 1976/1977    | 9      | 2    | Hamburger SV         |
| Německá fotbalová Bundesliga 1977/1978    | 31     | 14   | Hamburger SV         |
| 2. německá fotbalová Bundesliga 1978/1979 | 23     | 6    | Borussia Neunkirchen |
| CELKEM Německá fotbalová Bundesliga       | 125    | 57   |                      |